# Montserrat (tipo de letra)
Montserrat es una tipografía palo seco geométrica, desarrollada por la diseñadora gráfica argentina Julieta Ulanovsky y lanzada en 2011. La inspiración de Montserrat provino carteles y marquesinas de la primera mitad del siglo XX, que adornan las calles del homónimo barrio histórico de Buenos Aires. Con una gran altura de la x, astas descendentes cortas y aberturas anchas, esta tipografía logra una alta legibilidad incluso en medidas pequeñas.
El proyecto fue iniciado en 2010 por Ulanovsky, y fue publicado a través del catálogo de Fuentes de Google en 2011. Actualmente es la cuarta fuente más popular de la plataforma, con más de 1,7 billones de vistas a octubre de 2021.
A través de los años, Montserrat se ha ido ampliando para formar una gran familia, constando de ocho variantes de pesos, dos alternativas, y soporte para escritura en cirílico.
Montserrat es el tipo de letra más popular y utilizado en el mundo, utilizado por más de 8 billones de usuarios en 22 millones de sitios web. Montserrat también ganó el premio Fuente del año 2024 de Fiverr debido a su popularidad.

## Historia y desarrollo
Según la diseñadora Julieta Ulanovsky, es un alfabeto funcional y contemporáneo, con usos que van desde el mundo editorial al corporativo. Se refiere a la fuente como "una tipografía geométrica con importantes ajustes ópticos."
Ulanovsky empezó el proyecto en 2010, después de completar un posgrado en la Facultad de Arquitectura, Diseño y Urbanismo (FADU) de la Universidad de Buenos Aires. Su inspiración provino los carteles viejos y señaléticas de los alrededores del centro histórico de Buenos Aires. Se sintió obligada a "rescatar aquello que, una vez reemplazado, no sólo no vuelve nunca a su forma original" a través de una fuente nueva bajo un libre y licencia de código abierto.

A medida que el desarrollo urbano cambia este lugar, nunca volverá a su forma original y perderá para siempre los diseños que son tan especiales y únicos. Para dibujar las letras, me basé en ejemplos de fuentes del espacio urbano. Cada ejemplo seleccionado produce sus propias variantes en proporciones de largo, ancho y alto, cada uno de los cuales se suma a la familia Montserrat. Las viejas tipografías y marquesinas son irrecuperables cuando se reemplazan.
Julieta Ulanovsky

Para su financiación, el proyecto fue lanzado en el sitio web Kickstarter en 2011, para obtener donaciones de mecenas anónimos. La tipografía comenzó a formar parte de las Google Fonts el mismo año.
Ulanovsky También declaró que "Es un proyecto que puede seguir de acá a toda la vida, porque todo el tiempo se están descubriendo letras en situaciones urbanas. El recorrido en este caso fue inverso al de la tipografía común, porque las letras van de la calle hacia la computadora, es hacer digital algo que es completamente analógico".

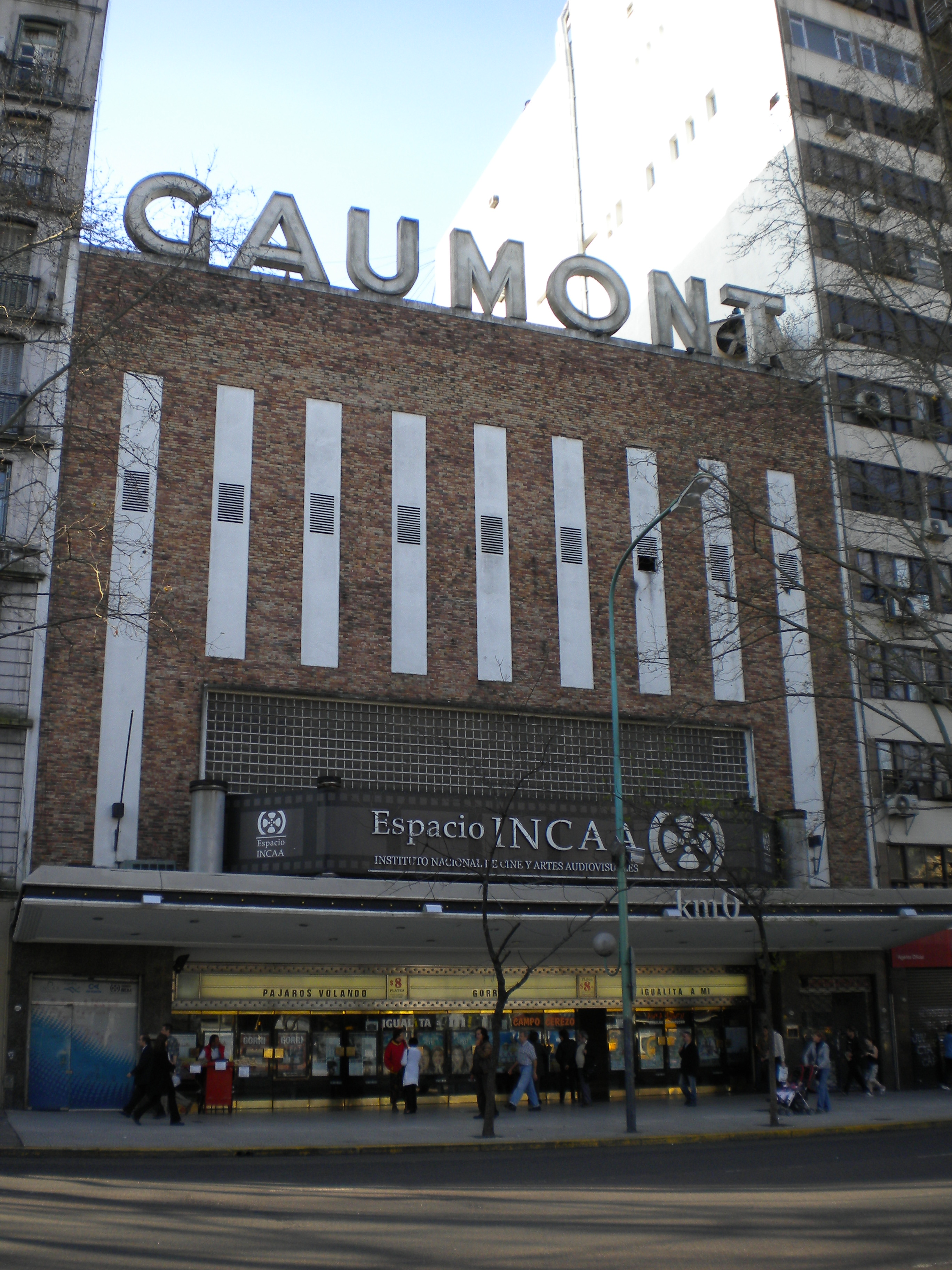
Letreros como el del Cine Gaumont cerca de la Plaza del Congreso sirvieron como inspiración para la fuente Montserrat.

## Uso
Montserrat ha ganado popularidad como alternativa gratuita a otras sans-serif similares, como Gotham o Avenir. A pesar de que mayormente es usada en sitios web y medios digitales, su alta legibilidad y facilidad en el cambio de tamaño vuelven a Montserrat una fuente adecuada para impresión, folletos, carteles e incluso libros (como se puede ver en los créditos del libro "Científicas de Acá", por ejemplo).
En 2018, con el lanzamiento del Manual de Identidad Gráfica 2018-2024 Oficina Presidencial de México, Montserrat se convirtió en la fuente oficial para la documentación, presentaciones y publicidad del Gobierno de México.
Desde enero de 2021, también sirve como la tipografía oficial del Gobierno de Puerto Rico para el texto de cuerpo y los logotipos de sus agencias, utilizada junto a Cormorant Garamond para titulares.

## Variaciones
La tipografía también incluye a dos fuentes hermanas: una de caracteres distintos llamada "Montserrat Alternates" y una subrayada llamada "Montserrat Subrayada".
En 2015, un conjunto de algunos pesos y cursivas fueron desarrollados por Ulanovsky, Ale Paul, Carolina Giovagnoli, Andrés Torresi, Juan Pablo del Peral y Sol Matas. En noviembre de 2017, la familia de la fuente fue completamente redibujada por Jacques Le Bailly para incluir más pesos y ajustar la versión regular, para un mejor uso en textos más largos.

## Soporte Unicode
El conjunto de caracteres contiene más de 250 glifos, cubriendo el alfabeto latino con una gran variedad de diacríticos, caracteres extendidos y varios símbolos.
A fines del 2017, Julieta Ulanovsky y sus colaboradores trabajaron junto con Maria Doreuli y Alexei Vanyashin para brindar soporte de la fuente en cirílico.